# Óu

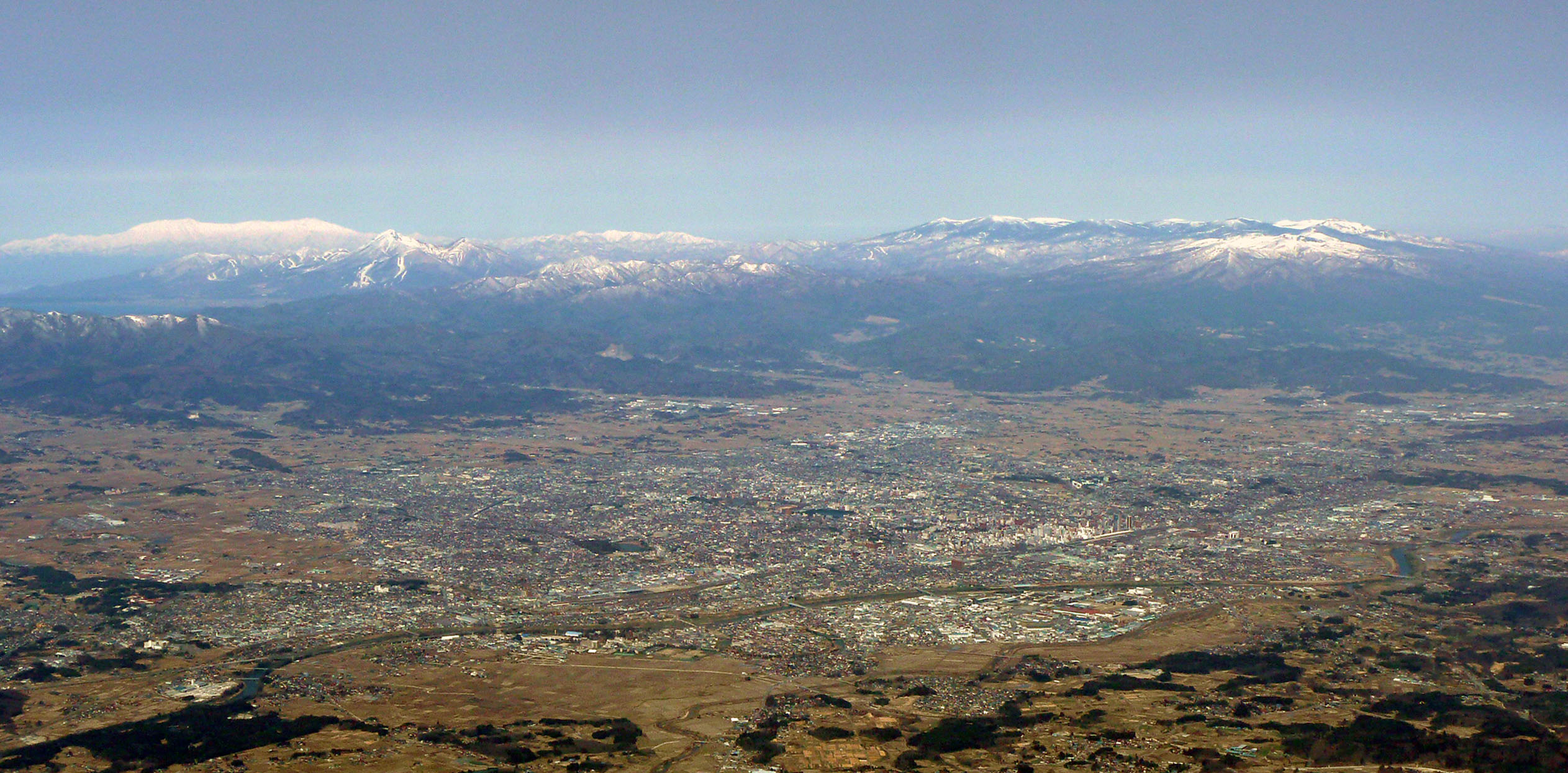
Pohoří Óu

Pohoří Óu (japonsky: 奥羽山脈; Óu-san'mjaku) je pohoří rozkládající se v oblasti Tóhoku na japonském ostrově Honšú.
Óu se táhne v délce 500 km na jih od poloostrova Nacudomari v prefektuře Aomori až k sopkám Nasu na severním okraji oblasti Kantó. Pohoří tvořilo hranici mezi provincií Mucu (která přispěla k názvu pohoří znakem 奥) a provincií Dewa (羽).